# Culture.pl
Culture.pl là một cổng thông tin điện tử lớn dành cho văn hóa Ba Lan. Nó được thành lập bởi Viện Adam Mickiewicz vào tháng 3 năm 2001. Được viết bằng tiếng Ba Lan, tiếng Anh và tiếng Nga, trang weB quảng bá tác phẩm của các nghệ sĩ Ba Lan trên khắp thế giới và là một cơ sở dữ liệu thông tin phổ biến về tất cả các khía cạnh nghệ thuật của văn hóa Ba Lan. Số ISSN của nó là 1734-0624.

## Kết cấu
Cũng hoạt động như một cơ sở dữ liệu và tạp chí về văn hóa Ba Lan, cổng này quảng bá các sự kiện văn hóa do tổ chức mẹ của nó là Viện Adam Mickiewicz tổ chức. Theo cổng thông tin của mình, tính đến năm 2015, Culture.pl có khoảng 38.000 bài viết (8.000 trong số đó bằng tiếng Anh) được chia sẻ trên các danh mục bao gồm Âm nhạc, Nghệ thuật thị giác, Phim, Sân khấu, Khiêu vũ, Ngôn ngữ & Văn học, Truyện tranh, Di sản, Kiến trúc, Nhiếp ảnh, và Thiết kế. Mặc dù một phần lớn cổng thông tin là về các nghệ sĩ Ba Lan và các tác phẩm của họ, nhưng cũng có thông tin về khoảng 700 tổ chức văn hóa như bảo tàng, phòng trưng bày, hội trường âm nhạc, nhà hát và trường nghệ thuật. Nhiều bài viết được viết bằng tiếng Anh và đặc biệt nhắm đến khán giả quốc tế.
Cổng thông tin điện tử được thành lập vào tháng 3 năm 2001. Dự án ban đầu được hình thành và thiết kế bởi Andrzej Lubomirski, người cũng đóng vai trò là tổng biên tập cho đến năm 2008. Tổng biên tập tiếp theo bao gồm Monika Rencławowicz (2008-2009), Elżbieta Sawicka (2009-2012) và Weronika Kostyrko (2012 mùa 2016). Cổng thông tin đã tiếp tục mở rộng cung cấp của nó với các hướng dẫn đa phương tiện và podcast.
Vào tháng 6 năm 2016, Culture.pl đã phát hành bốn hướng dẫn trên nền tảng đa phương tiện được phát triển với Bright Media có tên là Hướng dẫn dành cho người nước ngoài về Văn hóa Ba Lan, bao gồm các lĩnh vực điện ảnh, âm nhạc điện tử và nhiếp ảnh, cũng như bảng chữ cái Ba Lan.
Vào tháng 8 năm 2017, phần tiếng Anh của Culture.pl đã phát hành podcast đầu tiên của họ, được gọi là Câu chuyện từ phương Đông. Podcast được quảng cáo là "lịch sử ít được biết đến từ Trung và Đông Âu đã thay đổi thế giới của chúng ta". Vào tháng 8 năm 2019, đội ngũ vận hành đã phát hành một sê-ri nhỏ có tên Bức màn cuối cùng về sự sụp đổ của Liên xô và Đông Âu.
Vào tháng 12 năm 2018, phần tiếng Anh của Culture.pl đã sản xuất cuốn sách đầu tiên Quarks, Voi & Pierogi: Ba Lan trong 100 từ, một bản mở rộng và tái sử dụng loạt bài trực tuyến cũ của Ba Lan Word by Word để kỷ niệm 100 năm Ba Lan giành lại độc lập. Cuốn sách được minh họa bởi nghệ sĩ Magdalena Burdzyńska, và được viết bởi Mikołaj Gliński, Matthew Davies và Adam Żuławski.
Vào tháng 2 năm 2019, Culture.pl đã phát hành Ba Lan ở đâu?, một hướng dẫn đa phương tiện mở rộng về cách văn hóa Ba Lan được thực hiện trong suốt 123 năm của Kỷ nguyên phân vùng.
Cũng trong tháng 2 năm 2019, Culture.pl đã phát hành Unseen, soundwalk địa lý đầu tiên của họ. Phiên bản đầu tiên được thiết kế để sử dụng với ứng dụng Echoes khi đi dạo quanh Cung điện Văn hóa và Khoa học ở Warsaw.

## Tiếp nhận
Trong năm 2010, tạp chí Press hàng tháng có tên Culture.pl là cổng thông tin văn hóa tiếng Ba Lan tốt nhất trên Internet.
Vào năm 2015, cổng thông tin đã giành được giải thưởng "Văn hóa trên mạng" trong hạng mục trực tuyến thuộc các giải thưởng Bảo lãnh Văn hóa hàng năm của TVP Kultura. Các giải thưởng công nhận những ngôi sao trong lĩnh vực văn hóa Ba Lan có tính thú vị và quan trọng nhất trong năm.
Năm 2019, cuốn sách Quarks, Voi & Pierogi: Ba Lan trong 100 từ đã giành chiến thắng trong hạng mục Hướng dẫn tại lễ trao giải Sách đẹp nhất 2018 do PTWK tổ chức.